# 吉岡さちこ
吉岡 さちこ（よしおかさちこ、1981年10月19日 - ）は、熊本県出身のタレント・プロ野球チーム専属リポーター。2006年度から2009年度まで横浜ベイスターズ・オフィシャルリポーターを務めた。
現在は地元の熊本県のバスケットチーム、熊本ヴォルターズのチアリーダーチーム「VG」のディレクターを務めている。
本名は吉岡佐知子（読みは同じ）。明治学院大学国際学部国際学科卒業。

## 経歴
大学在学中の2001年から2年連続で『チームジャビッツ21』（読売ジャイアンツ・マスコットガールチーム。現在は『チームヴィーナス』）に所属していた経歴を持つ。イベントコンパニオンなども行っていた。
大学卒業後はXリーグに所属するアメフトチームであるオンワードスカイラークスのチアリーダーを勤めその後、地元熊本のテレビ局報道記者になる。
2006年に横浜ベイスターズのオフィシャルリポーターの一般公募があり応募し、大矢陽子の後を受け3代目オフィシャルリポーターに就任する。
故郷熊本の幼なじみとの結婚を機に2009年いっぱいでオフィシャルリポーターを卒業。
2021年から熊本ヴォルターズのチアリーダーチーム「VG」のディレクターに就任。

## 人物
- チームジャビッツ21時代の同期に斉藤舞子（フジテレビ・アナウンサー）などがいる。
- 同じくジャビッツ出身の野口綾子（タレント、2008年度千葉ロッテマリーンズMC）や高橋佳子（フリーアナウンサー）、田中桃恵らとは今でも仲が良い。
- 埼玉西武ライオンズの高山久外野手とは九州学院高校時代の同級生である。
- J SPORTS STADIUMでは横浜主催試合のベンチリポーターを担当している。
- リポーター業を務める一方で、得意のダンスを生かし、横浜ベイスターズ専属チアリーディングチーム『diana』 のメンバーとともに幼稚園訪問をし、幼稚園児にダンスも教えている。